# Maassenia heydeni
Maassenia heydeni là một loài bướm đêm thuộc họ Sphingidae. Loài này có ở Madagascar và quần đảo Comoro.
Sải cánh dài 50–80 mm. 

## Phụ loài
- Maassenia heydeni heydeni (Madagascar)
- Maassenia heydeni comorana Rothschild & Jordan, 1915 (quần đảo Comoro)